# Le Prix de la trahison (film, 2015)
Pour les articles homonymes, voir Le Prix de la trahison.
Pour plus de détails, voir Fiche technique et Distribution.
Le Prix de la trahison est un long métrage dramatique gabonais réalisé par Melchy Obiang et sorti en 2015 puis diffusé le 16 avril 2016 sur A+.
Guy Médard Obiang a reçu pour son rôle le prix de meilleure interprétation masculine lors de la quinzaine du film amateur au Gabon.
Le film est diffusé le 2 août 2020 sur la chaîne ivoirienne NCI.<•Le choix des mots

## Synopsis
Rosette est une cheffe d'entreprise illettrée qui détourne le copain de sa meilleure amie, un chômeur et coureur de jupons qui préfère celle qui lui promet monts et merveilles à celle qui l'a toujours soutenu dans ses moments difficiles. Rosette use d'une potion pour garder Karl rien que pour elle, mais ils se retrouvent collés l'un à l'autre après leur second rapport sexuel...

## Fiche technique
- Titre anglais : Love Lies Bleeding
- Titre français : Le Prix de la trahison
- Réalisation : Melchy Obiang
- Musique : Yemi Alade
- Société de production : Studios Montparnasse
- Pays d'origine :  Gabon
- Langue originale : français
- Durée : 180 minutes
- Date de sortie : 2015

## Distribution
- Guy Médard Obiang
- Rellya Michèle Mavikana
- Baderhwa Nyakalera Benoit
- Magandji Bawenda Ornella

## Diffusion
Le film est sorti en salle à l'été 2015, et a été projeté dans plusieurs villes par la « caravane cinéma », une opération itinérante montée par un partenaire financier pour faire découvrir des films gabonais à un prix moins élevé que celui des rares cinémas existants.

## Note et référence
1. ↑  RÉTRO CULTURE : 2015 L’ANNÉE DE LA PERSÉVÉRANCE ARTISTIQUE
2. ↑  « synopsis du film » sur gaboncenew
3. ↑  QUIFILMA Gabon : les prix de l’édition 2016 ont été remis, février 2016
4. ↑  LE PRIX DE LA TRAHISON de Melchy Obiang. Un nouveau record pour le box-office Gabonais (Review) gaboncelebrites.com, août 2015
5. ↑  Cinéma : Vif succès pour la caravane cinéma plein-air, gabonreview.com, septembre 2015.